# Neonlys (album)
Neonlys er det første album af den danske musikduo Ukendt Kunstner. Det udkom den 8. april 2013 og var selvudgivet.
Albummet har opnået certificeringen guld.

## Spor
Alle sange er produceret af Jens Ole Wowk McCoy med Hans Philip som co-producer.
| #   | Titel                                 | Længde |
| --- | ------------------------------------- | ------ |
| 1.  | "Profetien"                           | 2:51   |
| 2.  | "28/46"                               | 4:50   |
| 3.  | "Neonlys"                             | 3:07   |
| 4.  | "Guld & Diamanter"                    | 5:47   |
| 5.  | "Lørdag Aften"                        | 7:39   |
| 6.  | "Søndag Morgen"                       | 3:38   |
| 7.  | "Langt Væk"                           | 8:01   |
| 8.  | "F.P.Jac"                             | 1:05   |
| 9.  | "Fucking Nummer"                      | 5:03   |
| 10. | "Drømme" (featuring Rebekah Christel) | 8:49   |

## Hitlister og certificering

### Ugentlige hitliste
| Hitliste (2017–23)     | Højeste placering | Certificering |
| ---------------------- | ----------------- | ------------- |
| Danmark (Album Top-40) | 14                | 3× Platin     |

### Årslister
| Hitliste (2015) | Placering |
| --------------- | --------- |
| Danmark         | 97        |
| Hitliste (2016) | Placering |
| Danmark         | 90        |
| Hitliste (2017) | Placering |
| Danmark         | 53        |
| Hitliste (2018) | Placering |
| Danmark         | 93        |
| Hitliste (2019) | Placering |
| Danmark         | 86        |
| Hitliste (2023) | Placering |
| Danmark         | 65        |
| Hitliste (2024) | Placering |
| Danmark         | 63        |